# Bridgeview
Bridgeview est une ville située dans le comté de Cook, près de Chicago, dans l'État de l'Illinois, aux États-Unis. Lors d'un recensement effectué en 2010, la population fut évaluée à 16 446 habitants.

## Géographie
Bridgeview est située à 41° 44′ 33″ N, 87° 48′ 24″ O.
Sa superficie est de 10,7 km2.

## Sport
La ville accueille l'équipe de football (soccer) des Fire de Chicago ainsi que son stade, le Toyota Park. C'est une construction récente qui a ouvert ses portes en juin 2006.